# Richard Hawley
Richard Hawley (Sheffield, 17 gennaio 1967) è un cantautore, chitarrista e produttore discografico britannico.

## Biografia
Inizialmente ebbe successo come membro della band Britpop Longpigs negli anni 90. Dopo che un estenuante tour negli Stati Uniti portò allo scioglimento la band nel 1997, l'amico del cantante, nonché frontman dei Pulp, Jarvis Cocker chiese a Hawley di suonare con il suo gruppo. Più tardi, Hawley disse di loro: "Mi hanno salvato la vita. Stavo andando fuori di testa con le droghe e l'alcol". Il successivo tour mondiale per l'album This Is Hardcore dei Pulp ridusse Hawley allo stremo, sia psicologicamente che fisicamente. In questo periodo, considerò l'ipotesi di lasciare la musica.
Fu l'incontro avvenuto nella casa di Sheffield di Hawley con Jarvis Coker dei Pulp e Steve Mackey a cambiare la situazione: dopo aver ascoltato un demo delle sue canzoni, i due lo convinsero a tornare in studio a lavorare al suo primo album solista. Il mini-album 2000s Eponymous incoraggiò Hawley a ritornare di nuovo in studio. Nel 2001 uscì Late Night Final, chiamato così dagli strilli dei venditori dell'edizione serale dello Sheffield Star per le strade della città. Le recensioni della stampa furono positive nonostante le vendite non eccezionali. Due anni dopo, Hawley realizzò Lowedges, un riferimento alla periferia della sua città, che lo colpì da giovane, dopo averlo visto sul cartello che indicava la destinazione di un bus.
La nota rivista musicale inglese NME lo nominò "il primo grande album del 2003" e il disco raggiunse l'apice della classifica di Virgin Radio di quell'anno. Gli elogi della critica si diffusero, guidati dai grandi nomi della musica come Coldplay, Radiohead e R.E.M..
Dopo la chiusura della casa discografica Setanta Records, nel 2004 Hawley firmò il contratto con la Mute Records, del gruppo EMI. Una disputa legale ritardò al settembre 2005 l'uscita di Coles Corner, il quarto lavoro del cantante. Di nuovo, Hawley fa riferimento alla sua amata città, questa volta con un richiamo al luogo dove gli amici, gli innamorati si danno appuntamento per incontrarsi. Coles Corner ottenne una nomination per l'ambito Mercury Prize nel 2006.
Il lavoro dell'artista come musicista e produttore era molto richiesto: dopo aver collaborato in studio con Nancy Sinatra nel 2004, la accompagnò anche durante il suo tour europeo l'anno successivo. L'elogio ricevuto da Mike Mills dei R.E.M. gli permise di seguire il gruppo in diversi concerti dello stesso anno.
Nel passato, Hawley aveva già lavorato con star del calibro di A Girl Called Eddy, All Saints, per la colonna sonora di Nellee Hooper per Romeo + Juliet di Baz Luhrmann, con il progetto di Jarvis Cocker Relaxed Muscle e nel suo album da solista del 2006.
È suo l'assolo di chitarra nella cover di Under the bridge delle All Saints. Suonò anche per Wonderful life di Gwen Stefani.
Hawley ha cantato con gli Arctic Monkeys nella canzone "Bad Woman", un B-side del singolo "Teddy Picker", pubblicato il 3 dicembre 2007.
Il suo album, Lady's bridge esce in Gran Bretagna il 20 agosto del 2007 e contiene il singolo Tonight The Streets Are Ours che per la prima volta ottiene una discreta programmazione sulle radio italiane.
Hawley ha lavorato ancora con gli Arctic Monkeys nel gennaio 2012, fornendo la voce per il B Side di "Black Treacle", "You And I", pubblicato il 23 gennaio.
Nel 2013 collabora al singolo dei Manic Street Preachers Rewind the Film, tratto dall'omonimo album.

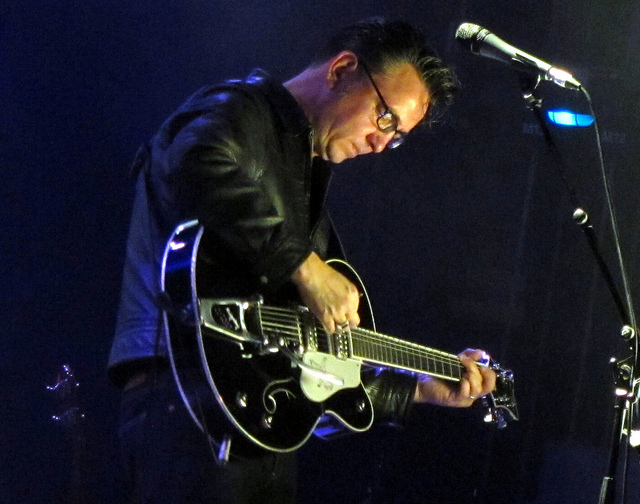
Richard Hawley

Di fianco alla sua produzione solista, Hawley occasionalmente collabora con The Feral Cats, un progetto collaterale che gli permette di confrontarsi con il suo interesse per il rockabilly. Per questa sua passione, una volta si presentò ad un'audizione come chitarrista della band di Morrissey.
Vive a Sheffield con la moglie e i figli ed è un accanito tifoso dello Sheffield Wednesday.

## Discografia

### Album
- 2001 - Late Night Final
- 2003 - Lowedges (UK #169)
- 2005 - Coles Corner (UK #37)
- 2007 - Lady's Bridge (UK #6)
- 2009 - Recorded Live 5th December At The Devil's Arse
- 2009 - Truelove's Gutter (UK #17)
- 2012 - Standing At The Sky's Edge (UK #3)
- 2015 - Hollow Meadows (UK #9)
- 2018 - Live at the Devil's Arse 28th April 2017
- 2019 - Further (UK #3)
- 2024 - In This City They Call You Love

### Singoli
- 2001 - Coming Home
- 2002 - Baby, You're My Light (UK #81)
- 2003 - Run for Me (UK #186)
- 2005 - The Ocean (UK #102)
- 2005 - Coles Corner (UK #146)
- 2006 - Just Like the Rain (UK #94)
- 2006 - Born Under a Bad Sign (UK #81)
- 2006 - Coles Corner (re-issue) (UK #136)
- 2006 - Hotel Room (UK #64)
- 2007 - Tonight the Streets Are Ours (UK #40)
- 2007 - Serious (UK #83)
- 2008 - Valentine (UK #134)
- 2008 - Lady's Bridge EP
- 2009 - For Your Lover, Give Some Time
- 2009 - Open Up Your Door
- 2010 - False Lights from the Land EP (featuring Smoke Fairies)
- 2012 - Leave Your Body Behind You
- 2015 - Heart of Oak
- 2015 - I Still Want You
- 2018 - Funny Cow
- 2019 - Off My Mind
- 2019 - My Little Treasures